# Martinha
Martha Vieira Figueiredo Cunha, conhecida como Martinha, (Belo Horizonte, 30 de junho de 1947) é uma cantora e compositora brasileira.
Foi apelidada de "Queijinho de Minas" por Roberto Carlos. Destacou-se na Jovem Guarda participando de programas musicais e de entrevistas nas mais importantes emissoras de televisão.
Seu grande sucesso foi "Eu daria a minha vida", gravado em 1968. A canção também ganhou a interpretação de Roberto Carlos, além de mais outras 4 mil gravações. Ao longo de sua carreira, iniciada em 1966 e feita no Brasil e no exterior, gravou 23 LPs, que somaram três milhões de cópias vendidas. Alcançou grande êxito na América Latina com canções como "Hoy daria yo la vida", "Llueve", "Aquí", "Água Caliente", "Que Homem é Esse", "Secretos", entre outras.
Ganhou todos os prêmios possíveis no país, e muitos outros no exterior. Como compositora, conseguiu grande êxito, tanto com cantores da Jovem Guarda como com os sertanejos.
Atualmente reside na cidade de São Paulo.

## Biografia
Filha única, desde pequena cantarolava músicas que compunha. Aprendeu a tocar piano aos cinco anos de idade. Era filha de Dona Ruth, a famosa Candinha, que assinava a coluna "Mexericos da Candinha", na fase áurea da Revista do Rádio, editada pelo jornalista Anselmo Domingos desde 1948 até o final da década de 1960.

## Carreira
Iniciou a carreira em 1966, participando do movimento da Jovem Guarda, sendo anunciada carinhosamente por Roberto Carlos, nas apresentações do programa, como "Queijinho de Minas". Seu primeiro sucesso foi a composição, de sua própria autoria, "Eu te amo mesmo assim", gravada no mesmo ano, num compacto simples, que trazia, ainda, a música "Quem disse adeus agora fui eu".
Em 1967 teve a composição "Só sonho quando penso que você sente o que eu sinto", gravada por Erasmo Carlos na RGE. No mesmo ano, lançou seu segundo compacto com as músicas "Barra limpa" e "Não brinque assim", pela Rozenblit.
Em 1968, obteve seu maior sucesso com a canção "Eu daria a minha vida", de sua autoria, gravada por ela, inicialmente, e, depois, por outros artistas. Teve também composições gravadas por Roberto Carlos. Como cantora conheceu grande êxito com a interpretação de "Última canção", de Roberto Carlos. Com o declínio da Jovem Guarda, assim como Roberto Carlos, passou a utilizar em seu repertório músicas românticas.
Ao longo da década de 1970 participou de festivais internacionais em vários países da América Latina com tantas glórias, Martinha faz carreira internacional. Em Nova Iorque é premiada como melhor interprete, tendo disco lançado em toda América Latina. Sendo recordista de vendas e certificada Discos de Ouro, e recebida por toda a imprensa como a Revelação Feminina da Canção Latina. Canta em português, espanhol, inglês, francês e italiano, chegando a apresentar-se numa temporada de duas semanas em um Teatro da Broadway. Martinha muda-se para a Espanha, contratada pela Columbia Discos. Proeminente tanto como cantora e como compositora, tem vários de seus trabalhos gravados por interpretes conceituados em seus países como Nicoletta na França, Imelda Muller no México, Claudia e Fausto na Colômbia, Marisa Sania e Ornella Vanoni na Itália. Na Espanha, foi também produtora do primeiro disco de Julio Iglesias para o Brasil, fazendo inclusive as versões.
Dessa nova fase de sua carreira destacam-se as canções "Vai ser assim", de sua autoria e lançada em 1970, e "Pouco a pouco", em parceria com César Augusto, sucesso de 1983. Em 1985 teve a composição "Vem provar de mim", em parceria com Cesar Augusto, gravada por Chitãozinho & Xororó. No ano seguinte, a mesma dupla gravou "Queixas", outra de suas parcerias com César Augusto. Como compositora teve músicas gravadas por intérpretes como Ângela Maria, Moacyr Franco, Wanderley Cardoso, Perla, Leno, Paulo Sérgio e Ronnie Von. Ao longo da década de 1990, passou a compor para duplas sertanejas como Leandro & Leonardo e Chitãozinho & Xororó. Em 1992, Chitãozinho & Xororó gravaram "Nossa história". Em 1995, regravou as músicas "Nossa canção", "Eu daria minha vida" e "Última canção" para a coletânea lançada pela Polygram em comemoração aos 30 anos da Jovem Guarda.
No início dos anos 2000, passou a viver numa granja, na região da grande São Paulo, tendo dois filhos já maiores de idade.
Em 2005, participou de diversos eventos e shows comemorativos dos 40 anos da Jovem Guarda, o projeto "Festa de arromba- 40 anos da Jovem Guarda", apresentado durante todo o mês de agosto, no Teatro II do CCBB (Centro Cultural do Banco do Brasil), no Rio de Janeiro, passando também por Brasília e São Paulo, no qual fez dupla com Wanderley Cardoso, em temporada de 3 dias, alternada com outros expoentes da Jovem Guarda, que também se apresentaram em duplas, como Jerry Adriani e Waldirene, Golden Boys e Vanusa, Wanderléa e Erasmo Carlos. Com agenda lotada, a cantora participou de gravações, shows e programas comemorativos por todo o Brasil.
Em 2010, apresentou-se ao lado de Roberto Carlos no show do cantor "Emoções Sertanejas", em projeto para ser convertido em DVD, cantando a música Alô, de autoria dele. O espetáculo foi exibido como Especial da TV Globo.
Em 2017, fez uma participação especial no show de lançamento de DVD de seu amigo Ary Sanches, ao lado de Silvio Brito e a cantora Claudya.

## Discografia

### Estúdio
| Ano  | Álbum                           | Gravadora              | Vendagem | Certificados |
| ---- | ------------------------------- | ---------------------- | -------- | ------------ |
| 1967 | Eu Te Amo Mesmo Assim           | Rozenblit              |          |              |
| 1968 | Martinha                        | Rozenblit              |          |              |
| 1969 | Martinha                        | Copacabana             |          |              |
| 1970 | Presentando A Martinha          | UA Latino              |          |              |
| 1970 | Martinha                        | Copacabana             |          |              |
| 1971 | Otra Vez                        | United Artists Records |          |              |
| 1971 | Martinha                        | Copacabana             |          |              |
| 1972 | Martinha                        | Copacabana             |          |              |
| 1974 | Como Antigamente                | Copacabana             |          |              |
| 1977 | Amigos Y Amantes                | Alhambra               |          |              |
| 1978 | Eu Quero A América Do Sul       | RCA                    |          |              |
| 1981 | Como É Que Vai Ficar?           | Continental            |          |              |
| 1986 | Martinha                        | 3M                     |          |              |
| 1987 | Aos Amigos, Aos Amantes; A Você | 3M                     |          |              |
| 1988 | Martinha                        | Continental            |          |              |
| 1989 | Martinha                        | 3M                     |          |              |